# Lijst van vlaggen van Nigeriaanse deelgebieden
Hieronder staat een lijst van vlaggen van Nigeriaanse deelgebieden. Nigeria bestaat uit zesendertig staten en een federaal hoofdstedelijk territorium (Federal Capital Territory).

## Vlaggen van staten

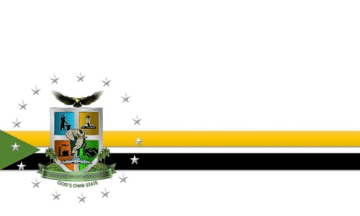
Abia
Adamawa
Akwa Ibom
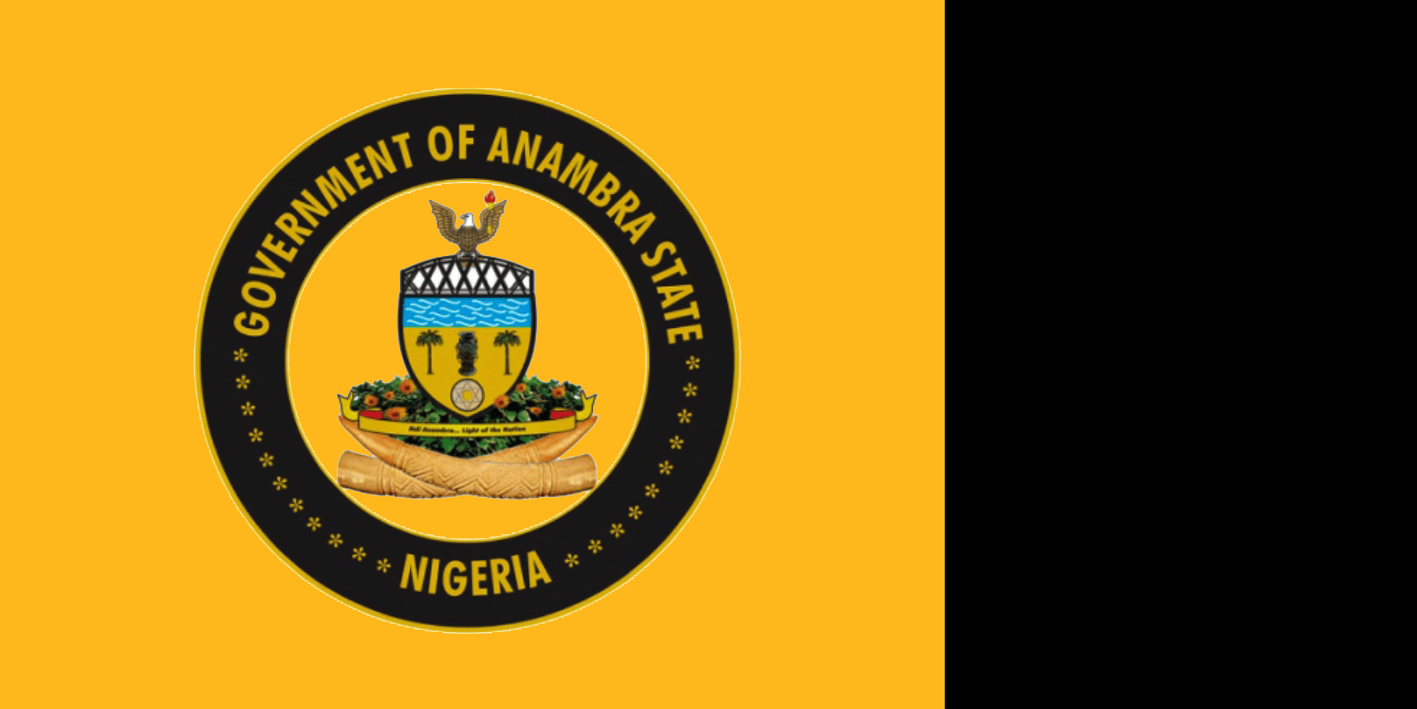
Anambra
Bauchi
Bayelsa
Benue
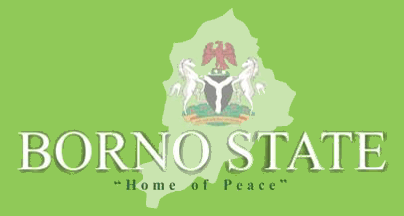
Borno
Cross River
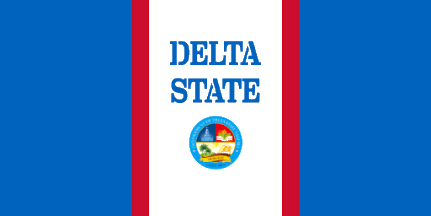
Delta
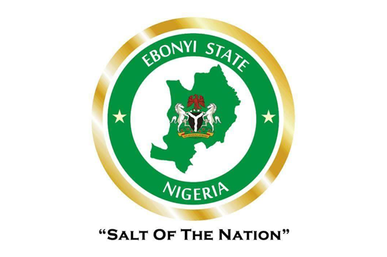
Ebonyi
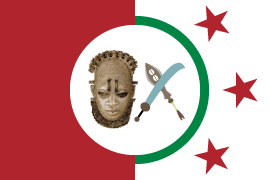
Edo
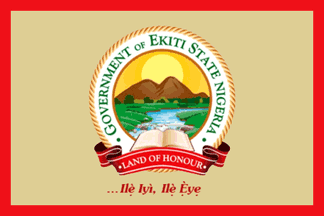
Ekiti
Enugu
Gombe
Imo
Jigawa
Kaduna
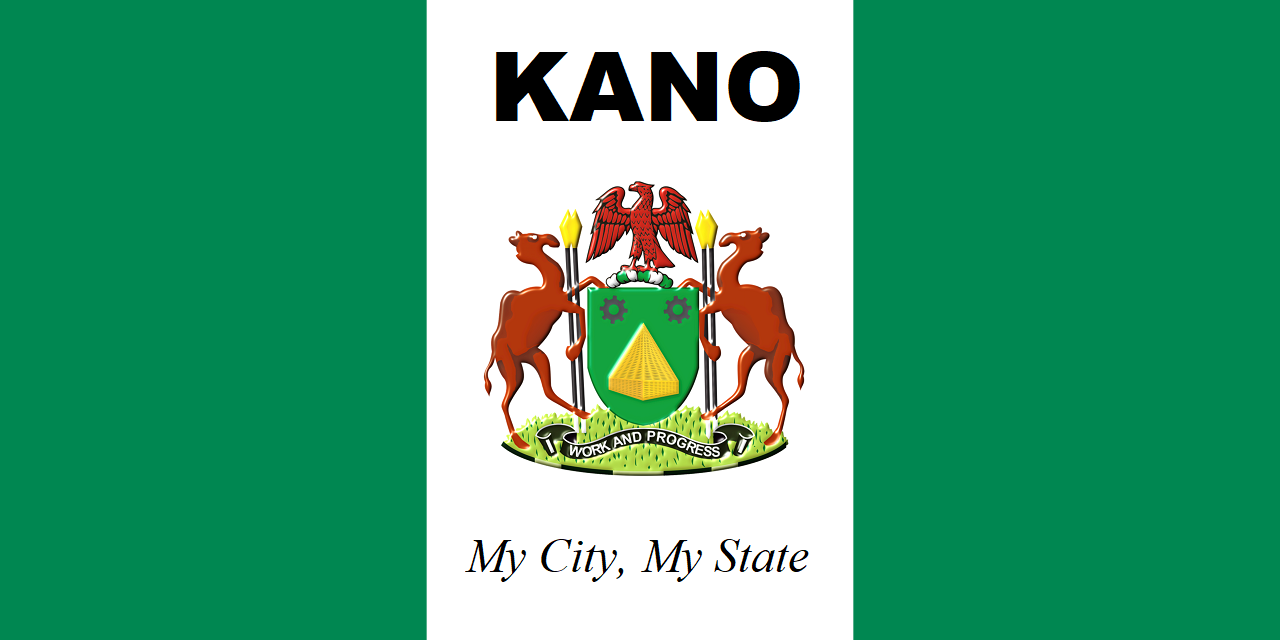
Kano
Katsina
Kebbi
Kogi
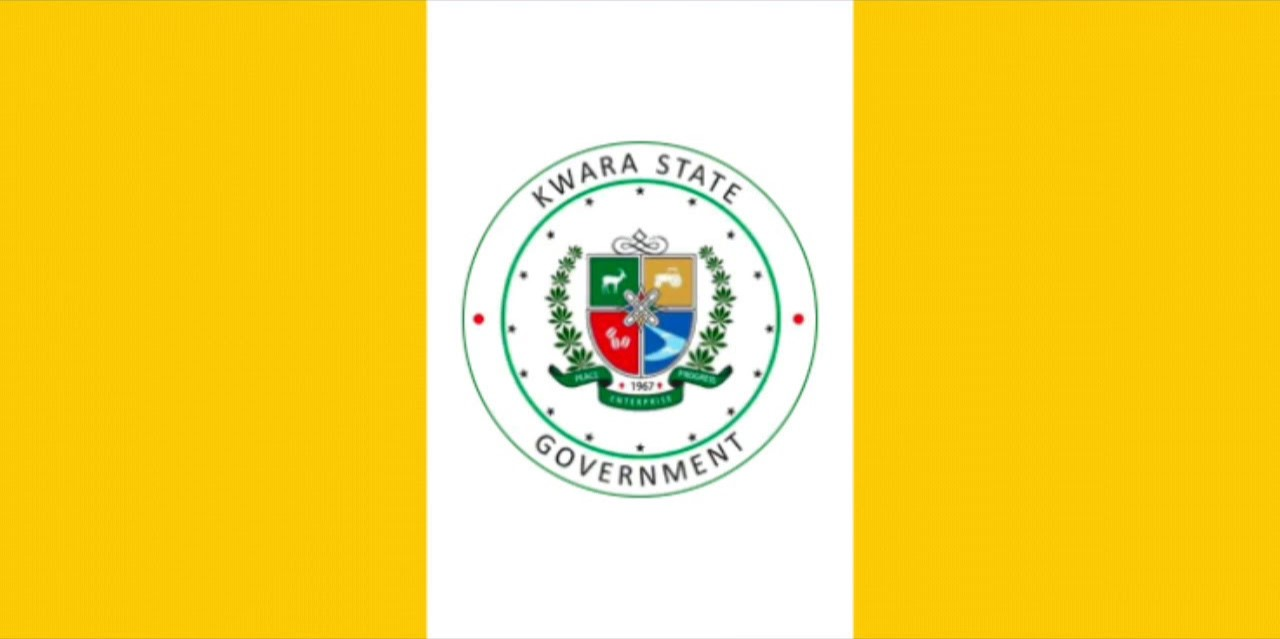
Kwara
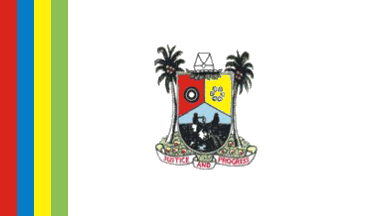
Lagos
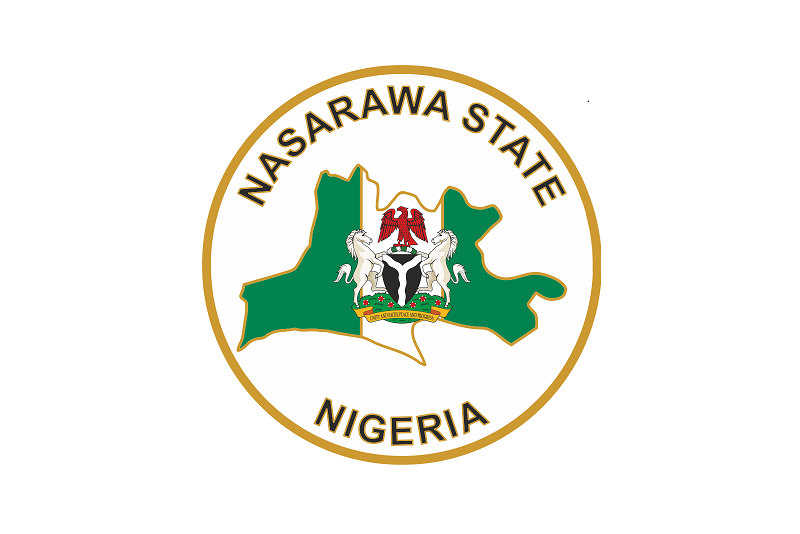
Nassarawa
Niger
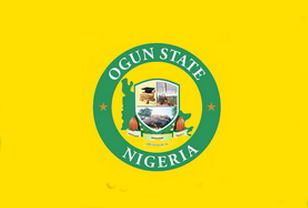
Ogun
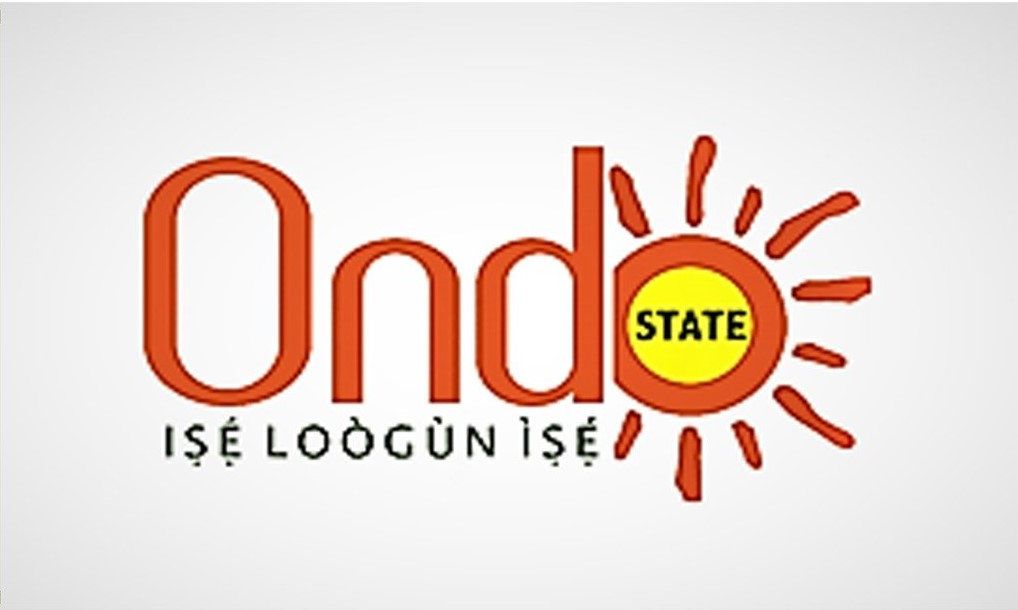
Ondo
Osun
Oyo
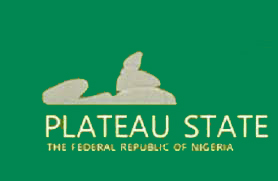
Plateau
Rivers
Sokoto
Taraba
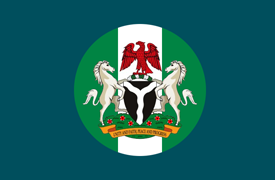
Yobe
Zamfara

## Vlaggen van federaal hoofdstedelijk territorium

Federal Capital Territory